# Тамаево
Тама́ево (тат. Тәмәй) — деревня в Кукморском районе Республики Татарстан, в составе Мамаширского сельского поселения.

## География
Деревня находится на реке Бурец, в 27 км к северу от районного центра, города Кукмора.

## История
Основание деревни Тамаево (также была известна под названиями Тайман, Ерболдино) относят к XVIII веку.
В сословном отношении, в XVIII столетии и вплоть до 1860-х годов жителей деревни причисляли к государственным крестьянам, происходящим из ясачных татар. Их основными занятиями в то время были земледелие, скотоводство.
В «Списке населенных мест по сведениям 1859—1873 годов», изданном в 1876 году, населённый пункт упомянут как казённая деревня Ерболдино 2-го стана Малмыжского уезда Вятской губернии. Располагалась при речке Бурце, по левую сторону Елабужского почтового тракта, в 19 верстах от уездного города Малмыжа и в 23 верстах от становой квартиры в казённом селе Поляны (Вятские Поляны). В деревне, в 24 дворах жили 147 человек (73 мужчины и 74 женщины), была мечеть.
С 1931 года в деревне работали коллективные сельскохозяйственные предприятия, с 2008 года — сельскохозяйственные предприятия в форме ООО.
Административно, до 1920 года деревня относилась к Малмыжскому уезду Вятской губернии, с 1920 года — к кантонам ТАССР, с 1930 года (с перерывом) — к Кукморскому району Татарстана.

## Население
Динамика
По данным переписей, население деревни увеличивалось с 32 душ мужского пола в 1748 году до 387 человек в 1938 году. В последующие годы численность населения деревни уменьшалась и в 2017 году составила 72 человек.
Национальный состав
По данным переписей населения, в деревне проживают татары.

## Экономика
Полеводство, овцеводство.

## Религиозные объекты
Мечеть (с 2015 года).